# Xysticus nigriceps
Xysticus nigriceps is een spinnensoort uit de familie van de krabspinnen (Thomisidae).
De wetenschappelijke naam van de soort werd in 1922 gepubliceerd door Lucien Berland.